# Kōchi (Kōchi)
Kōchi (高知市 Kōchi-shi?) es una ciudad y capital de la prefectura de Kōchi, Japón. En junio de 2019 tenía una población estimada de 329.425 habitantes y una densidad de población de 1.066 personas por km². Su área total es de 309,00 km².
Kōchi es la ciudad principal de la prefectura y cuenta con el 40% de la población de la misma. La ciudad es conocida por su famoso plato de atún soasado (katsuo tataki).

## Geografía

### Localidades circundantes
- Prefectura de Kōchi
  - Ino
  - Nankoku
  - Tosa
  - Tosa

## Demografía
Según los datos del censo japonés, esta es la población de Kōchi en los últimos años.
| 1995    | 2000    | 2005    | 2010    | 2015    |
| ------- | ------- | ------- | ------- | ------- |
| 339.864 | 348.979 | 348.990 | 343.393 | 337.190 |

## Clima
| Parámetros climáticos promedio de Kōchi(1981-2010)    | Parámetros climáticos promedio de Kōchi(1981-2010) | Parámetros climáticos promedio de Kōchi(1981-2010) | Parámetros climáticos promedio de Kōchi(1981-2010) | Parámetros climáticos promedio de Kōchi(1981-2010) | Parámetros climáticos promedio de Kōchi(1981-2010) | Parámetros climáticos promedio de Kōchi(1981-2010) | Parámetros climáticos promedio de Kōchi(1981-2010) | Parámetros climáticos promedio de Kōchi(1981-2010) | Parámetros climáticos promedio de Kōchi(1981-2010) | Parámetros climáticos promedio de Kōchi(1981-2010) | Parámetros climáticos promedio de Kōchi(1981-2010) | Parámetros climáticos promedio de Kōchi(1981-2010) | Parámetros climáticos promedio de Kōchi(1981-2010) |
| Mes                                                   | Ene.                                               | Feb.                                               | Mar.                                               | Abr.                                               | May.                                               | Jun.                                               | Jul.                                               | Ago.                                               | Sep.                                               | Oct.                                               | Nov.                                               | Dic.                                               | Anual                                              |
| ----------------------------------------------------- | -------------------------------------------------- | -------------------------------------------------- | -------------------------------------------------- | -------------------------------------------------- | -------------------------------------------------- | -------------------------------------------------- | -------------------------------------------------- | -------------------------------------------------- | -------------------------------------------------- | -------------------------------------------------- | -------------------------------------------------- | -------------------------------------------------- | -------------------------------------------------- |
| Temp. máx. abs. (°C)                                  | 23.5                                               | 25.2                                               | 26.3                                               | 30.0                                               | 32.3                                               | 34.7                                               | 38.3                                               | 38.4                                               | 36.9                                               | 32.2                                               | 28.0                                               | 23.5                                               | 38.4                                               |
| Temp. máx. media (°C)                                 | 11.9                                               | 12.9                                               | 15.9                                               | 20.8                                               | 24.4                                               | 27.0                                               | 30.7                                               | 31.9                                               | 29.3                                               | 24.5                                               | 19.3                                               | 14.3                                               | 21.9                                               |
| Temp. mín. media (°C)                                 | 1.6                                                | 2.7                                                | 6.0                                                | 10.7                                               | 15.2                                               | 19.4                                               | 23.5                                               | 24.0                                               | 21.0                                               | 14.9                                               | 9.2                                                | 3.8                                                | 12.7                                               |
| Temp. mín. abs. (°C)                                  | -7.6                                               | -7.9                                               | -6.5                                               | -0.9                                               | 3.8                                                | 9.1                                                | 14.6                                               | 15.9                                               | 10.0                                               | 2.5                                                | -1.9                                               | -6.6                                               | -7.9                                               |
| Lluvias (mm)                                          | 58.6                                               | 106.3                                              | 190.0                                              | 244.3                                              | 292.0                                              | 346.4                                              | 328.3                                              | 282.5                                              | 350.0                                              | 165.7                                              | 125.1                                              | 58.4                                               | 2547.6                                             |
| Días de lluvias (≥ 1 mm)                              | 13.1                                               | 13.5                                               | 16.5                                               | 14.7                                               | 15.9                                               | 19.1                                               | 20.1                                               | 18.8                                               | 18.5                                               | 13.7                                               | 12.0                                               | 12.3                                               | 188.2                                              |
| Horas de sol                                          | 188.4                                              | 173.1                                              | 184.1                                              | 191.7                                              | 185.6                                              | 142.4                                              | 175.7                                              | 205.8                                              | 162.0                                              | 182.4                                              | 170.3                                              | 192.7                                              | 2154.2                                             |
| Humedad relativa (%)                                  | 60                                                 | 59                                                 | 62                                                 | 64                                                 | 70                                                 | 77                                                 | 78                                                 | 75                                                 | 73                                                 | 68                                                 | 67                                                 | 63                                                 | 68                                                 |
| Fuente n.º 1: 平年値（年・月ごとの値）                |                                                    |                                                    |                                                    |                                                    |                                                    |                                                    |                                                    |                                                    |                                                    |                                                    |                                                    |                                                    |                                                    |
| Fuente n.º 2: 観測史上1～10位の値（年間を通じての値） |                                                    |                                                    |                                                    |                                                    |                                                    |                                                    |                                                    |                                                    |                                                    |                                                    |                                                    |                                                    |                                                    |

## Ciudades hermanadas
Kōchi está hermanada con las siguientes ciudades:
- Fresno, Estados Unidos – desde el 11 de febrero de 1965
- Kitami, Japón – desde el 28 de abril de 1986
- Surabaya, Indonesia – desde el 17 de abril de 1997

## Cultura

### Festivales
El festival Yosakoi Naruko Odori, se originó en 1954 y ocurre entre el 9 y 12 de agosto en esta prefectura. El principal propósito del festival es pedir por la salud y la prosperidad de los ciudadanos. Los bailarines usan difraces y todos usan naruko (palomas de madera).

### Cultura popular
La película Puedo escuchar el mar (1993) está ambientada en Kōchi.